# Rollin' on a river (single)
Rollin' on a river was in 1975 de debuutsingle van Piet Veerman, de leadzanger van The Cats.
Het nummer is ondergebracht op zijn eerste, gelijknamige elpee. Op de B-kant staat het nummer Town's fair dat eveneens van zijn debuutelpee afkomstig is, evenals zijn tweede single, Living to love you. Dit werk kwam uit in een tijd dat de band had besloten geen optredens meer te geven.
Rollin' on a river komt uit de pen van Veerman zelf, in samenwerking met zijn vrouw Neeltje (als Nail Che), die ook als co-schrijver van een aantal andere zelfgeschreven nummers van The Cats genoemd staat. De producer van de single is John Möring en het arrangement is afkomstig van Gerard Stellaard. De single werd uitgeroepen tot Alarmschijf en kwam in de top 10 van de Nederlandse hitlijsten te staan.

## Hitlijsten

### Nederlandse Top 40
| Hitnotering: 18-10-1975 t/m 29-11-75 | Hitnotering: 18-10-1975 t/m 29-11-75 | Hitnotering: 18-10-1975 t/m 29-11-75 | Hitnotering: 18-10-1975 t/m 29-11-75 | Hitnotering: 18-10-1975 t/m 29-11-75 | Hitnotering: 18-10-1975 t/m 29-11-75 | Hitnotering: 18-10-1975 t/m 29-11-75 | Hitnotering: 18-10-1975 t/m 29-11-75 | Hitnotering: 18-10-1975 t/m 29-11-75 |
| Week:                                | 1                                    | 2                                    | 3                                    | 4                                    | 5                                    | 6                                    | 7                                    |                                      |
| ------------------------------------ | ------------------------------------ | ------------------------------------ | ------------------------------------ | ------------------------------------ | ------------------------------------ | ------------------------------------ | ------------------------------------ | ------------------------------------ |
| Positie:                             | 17                                   | 12                                   | 9                                    | 9                                    | 20                                   | 27                                   | 38                                   | uit                                  |

### NederlandseNationale Hitparade
| Hitnotering: 18-10-1975 t/m 8-11-1975 | Hitnotering: 18-10-1975 t/m 8-11-1975 | Hitnotering: 18-10-1975 t/m 8-11-1975 | Hitnotering: 18-10-1975 t/m 8-11-1975 | Hitnotering: 18-10-1975 t/m 8-11-1975 | Hitnotering: 18-10-1975 t/m 8-11-1975 |
| Week:                                 | 1                                     | 2                                     | 3                                     | 4                                     |                                       |
| ------------------------------------- | ------------------------------------- | ------------------------------------- | ------------------------------------- | ------------------------------------- | ------------------------------------- |
| Positie:                              | 24                                    | 15                                    | 10                                    | 13                                    | uit                                   |